# Calamus marginatus
Calamus marginatus är en enhjärtbladig växtart som först beskrevs av Carl Ludwig von Blume, och fick sitt nu gällande namn av Carl Friedrich Philipp von Martius. Calamus marginatus ingår i släktet Calamus och familjen Arecaceae. Inga underarter finns listade i Catalogue of Life.